# Kyle Field
Das Kyle Field ist ein College-Football-Stadion auf dem Campus der Texas A&M University in der US-amerikanischen Stadt College Station im Bundesstaat Texas. Es dient als Austragungsort für die Heimspiele des College-Football-Teams der Texas A&M Aggies. Die Sportstätte wurde von 2013 bis 2015 umgebaut. Das Stadion hatte 2014 eine Kapazität von 106.511 Besuchern. Seit Abschluss des Ausbaus sind es 102.733. Der Zuschauerrekord von 110.633 Zuschauern wurde am 10. Oktober 2014 gegen die Ole Miss Rebels aufgestellt.

## Geschichte

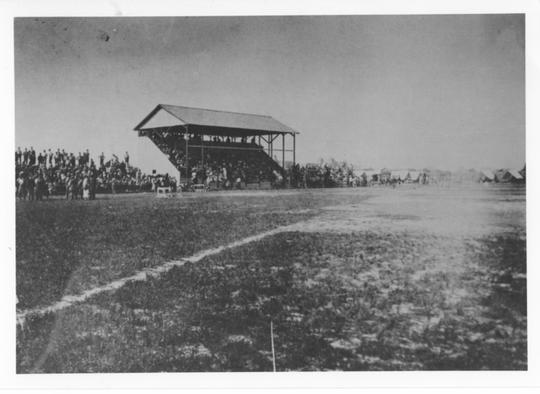
Kyle Field um 1920

Im Herbst 1904 wurde Edwin Jackson Kyle, ein Professor für Gartenbau, der 1899 an der Texas A&M University seinen Studienabschluss machte, zum Präsidenten des Sportverbandes gewählt. Da die Universität keine finanziellen Mittel für einen Sportfeld zur Verfügung stellen wollte, umzäunte er kurzerhand ein Gelände, das ihm die Universität für landwirtschaftliche Zwecke zur Verfügung gestellt hatte. Mit 650 US-Dollar seines eigenen Geldes kaufte er eine überdachte Tribüne und baute aus Holz weitere unüberdachte Tribünenplätze, um eine Kapazität von 500 Zuschauern zu erreichen.
Die Universitätsleitung setzte das Spielfeld am 10. November 1904 nachträglich zur offiziellen Heimstätte der Football- und Baseballmannschaften fest und benannte das Spielfeld nach seinem Gründer.
1927 wurde für 345.000 US-Dollar ein neues Stadion gebaut. 1929 gab es bereits erste Erweiterungen, die dem Stadion eine Hufeisenform gaben und die Kapazität auf 33.000 erhöhten. Die Kapazität wurde 1969 erneut erhöht, auf 49.000 Zuschauer zu Kosten von 1,84 Mio. US-Dollar. 1979 wurde dem Stadion ein drittes Deck hinzugefügt und die Kapazität damit auf 72.000 erhöht. Seit den Erweiterungen 1999 beträgt die offizielle Kapazität 82.600. Für sehr populäre Spiele werden weitere, temporäre Sitze installiert.
Im Mai 2013 wurde eine 450 Mio. US-Dollar umfassende Renovierung mit Ausbau des Stadions angeschoben. Der Ausbau umfasste mehrere Phasen, die jeweils außerhalb der Footballsaison lagen und von 2013 bis 2015 gingen. Der Umbau kostete letztendlich 483.888.885 US-Dollar.
Seit 1931 haben die Texas A&M Aggies als offizielles Maskottchen die Hündin Reveille (The „First Lady“ of Texas A&M University). Mittlerweile dient Reveille IX als Glücksbringerin der Aggies. Für ihre Vorgängerinnen richtete die Universität am Stadion eine Grabstätte ein. Alle wurden mt Blick auf das Stadion beigesetzt. Nach einem Umbau des Stadions war der Blick verstellt. Daraufhin bekam die Grabstätte eine eigene kleine Anzeigetafel, damit die Maskottchen die Spielstände der Aggies verfolgen können.